# Gerais de Balsas
Gerais de Balsas is een van de 21 microregio's van de Braziliaanse deelstaat Maranhão. Zij ligt in de mesoregio Sul Maranhense en grenst aan de deelstaten Tocantins in het westen en zuiden en Piauí in het oosten en de microregio's Chapadas das Mangabeiras in het noordoosten en Porto Franco in het noordwesten. De microregio heeft een oppervlakte van ca. 36.503 km². Midden 2004 werd het inwoneraantal geschat op 115.013.
Vijf gemeenten behoren tot deze microregio:
- Alto Parnaíba
- Balsas
- Feira Nova do Maranhão
- Riachão
- Tasso Fragoso

Mesoregio's: Centro Maranhense · Leste Maranhense · Norte Maranhense · Oeste Maranhense · Sul Maranhense

Microregio's: Aglomeração Urbana de São Luís · Alto Mearim e Grajaú · Baixada Maranhense · Baixo Parnaíba Maranhense · Caxias · Chapadas das Mangabeiras · Chapadas do Alto Itapecuru · Chapadinha · Codó · Coelho Neto · Gerais de Balsas · Gurupi · Imperatriz · Itapecuru Mirim · Lençóis Maranhenses · Litoral Ocidental Maranhense · Médio Mearim · Pindaré · Porto Franco · Presidente Dutra · Rosário